# ペドロ・ルイス・ボルジア (ガンディア公)

ペドロ・ルイス・デ・ボルハの紋章

ペドロ・ルイス・デ・ボルハ（西：Pedro Luis de Borja）またはピエルルイージ・ボルジア（伊：Pier Luigi de Borgia, 1458年又は1460年 ローマ - 1488年又は1491年 チヴィタヴェッキア）は、スペイン東部バレンシア地方の貴族・軍人。ローマ教皇アレクサンデル6世が、助祭枢機卿だった時期に姓名不詳の自由人女性との間にもうけた非嫡出の長子。教皇とヴァノッツァ・カタネイを父母とするチェーザレ、フアン、ルクレツィア、ホフレの四兄弟妹の異母兄にあたる。

## 生涯
グラナダ戦争に従軍し、ロンダでの戦闘で軍功を挙げ、主君のアラゴン王フェルナンド2世より1485年5月18日グランデ特権を授けられ、同年12月20日ガンディア公爵に叙爵された。ガンディア一帯にはボルジア家の先祖伝来の所領があり、ペドロ・ルイスが相続者となっていた。公爵叙爵を前に、彼は公爵領に設定される他の土地を、隣人の領主であるモヤ侯爵アンドレス・カブレーラ及びその妻ベアトリス・デ・ボバディヤから購入している。モヤ侯爵夫妻は、フェルナンド2世王の妻イサベル女王の腹心であった。この協定では、ペドロ・ルイスは土地の売却者モヤ侯爵に今後も少額の年金を支給すること、公爵領を構成する諸所領に対する国王政府及びバレンシア総督府の一定の介入権を認めることが明記されている。複数の史料から、教皇が息子ペドロの公爵領の土地購入のために5万ドゥカーティを工面したことが判明している。
フェルナンド2世王の従妹に当たるマリア・エンリケス・デ・ルナと婚約した。1488年又は1491年、父の教皇選出以前に死去した。遺言により、異母弟のフアン・ボルジアがガンディア公爵領の相続を認められた。但し、公爵領から上がる収入から1万フローリンを妹ルクレツィアに婚資の一部として譲渡することが条件となっていた。

## 引用・脚注
1. ↑  Sabatini, Rafael (1912). The Life of Cesare Borgia. p. 39 2011年2月25日閲覧。
2. ↑  Hernán, Enrique García (1894). Sanctus Franciscus Borgia. pp. 226–228 2011年2月25日閲覧。
3. ↑  Oliver y Hurtado, Manuel D. Rodrigo de Borja; Sus hijos y descendientes (Spanish) Boletín de la Real Academia de la Historia p408-409
4. ↑  Williams, George L. (1998). Papal Genealogy: The Families and Descendants of the Popes. Jefferson, North Carolina: McFarland & Co.. p. 217. ISBN 0-7864-2071-5